# Pure and Applied Chemistry
Pure and Applied Chemistry (аббревиатура Pure Appl. Chem.) — официальный журнал Международного союза теоретической и прикладной химии (IUPAC). Журнал основан в 1960 году и выпускается издательством Walter de Gruyter.
Журнал публикует:
- статьи, написанные на основе авторитетных лекций, прочитанных на спонсируемых IUPAC конференциях, симпозиумах и семинарах
- статьи или сборники статей, написанные по просьбе для специальных тем
- рекомендации IUPAC по номенклатуре, символам и единицам измерения
- технические отчёты IUPAC о стандартизации, рекомендуемых процедурах, совместных исследованиях, сборе данных и т. д.

По данным 2016 года, импакт-фактор журнала составлял 2,626